# レッツ☆ラグーン
『レッツ☆ラグーン』 (LET'S LAGOON)は、岡崎武士による日本の漫画。2007年10月22日発売の『週刊ヤングマガジン』（講談社）No.47号に特別読み切りとして掲載され、後に不定期連載化された。第3話より掲載誌を同社の隔月刊誌『別冊ヤングマガジン』に移行し、誌名が『月刊ヤングマガジン』に変更された後も引き続き同誌にて隔月連載され、2018年11月号にて完結。引き続き同12月号に特別編『もうひとつの最終回』が掲載された。この特別編はコミックス第6巻に『Epilogue』として収録されている。

## ストーリー
修学旅行中、乗っていた船の海難事故で無人島へ漂着した少年山田壮太は、漂着4日目に同じく遭難して漂着した同級生の少女衣舞瀬チカと出会う。

## 登場人物
山田 壮太（やまだ そうた）
主人公。修学旅行中に乗っていた船の海難事故で遭難し、無人島へ漂着する。事故時の記憶は失くしているが、一緒に漂着した自分のバッグの中身から、事故直前まで修学旅行中だったことを知る。
衣舞瀬 チカ（いまいせ チカ）
ヒロイン。壮太と同級生で、去年は同じクラスだった。壮太と同時期に、同じ無人島の別の海岸に漂着した。壮太の存在に気づいてはいたが、遭難時にメガネを失くして見えづらい状態から彼とは気づかず、隠れて様子を伺っていた。
柴田（しばた）
壮太とチカの通う真澄田高校の男性教師でチカの所属する陸上部の顧問。壮太とチカが漂着した無人島に8日（壮太が漂着して9日目）遅れで無人島に漂着する。
衣舞瀬 ミキ（いまいせ ミキ）
チカの姉で同じく真澄田高校生。
山田 ともみ（やまだ ともみ）
壮太の妹で中学生。壮太によると小学六年生までおねしょが治らなかったとのことだが、本人は四年生で治ったと否定している。9歳まではしていたことだけは確実な模様。
神山 ノリ（かみやま ノリ）
真澄田高校生で壮太と同学年で陸上部ではミキの後輩になる。

## 書誌情報
- 岡崎武士 『レッツ☆ラグーン』 講談社〈ヤンマガKC〉、全6巻
  1. 2010年9月6日発売 ISBN 978-4-06-361942-3
  2. 2012年7月6日発売 ISBN 978-4-06-382198-7
  3. 2014年5月2日発売 ISBN 978-4-06-382468-1
  4. 2016年5月6日発売 ISBN 978-4-06-382763-7
  5. 2018年4月20日発売 ISBN 978-4-06-511103-1
  6. 2019年2月6日発売 ISBN 978-4-06-514556-2